# Stazione di Sant'Elia
La stazione di Sant'Elia è stata una stazione ferroviaria posta sulla linea per Trieste-Erpelle; serviva l'abitato di Draga Sant'Elia.

## Storia
La stazione fu attivata insieme alla linea il 5 luglio 1887, in funzione di garantire un incrocio ogni 5 km sulla linea, che si prevedeva molto trafficata di treni merci. Vi si svolgeva un modesto servizio viaggiatori per i minuscoli villaggi circostanti (Draga Sant'Elia, Pese, Grozzana, Micheli, Nazire).
Dopo la prima guerra mondiale, con l'annessione della zona al Regno d'Italia, la stazione passò alle Ferrovie dello Stato italiane.
Dopo la seconda guerra mondiale divenne stazione confinaria (con presenza di Polizia di Frontiera e Guardia di Finanza), la nuova frontiera con la Jugoslavia tagliava linea poco a monte dello scambio lato est. Viste le difficoltà tra Italia e Jugoslavia nel primo dopoguerra, il traffico confinario fu dapprima interrotto (1948) e poi ripreso stentatamente (un solo convoglio giornaliero attraversava la frontiera, gli altri avevano capolinea nella stazioncina).
La stazione fu chiusa insieme alla linea il 31 dicembre 1958. L'autoservizio sostitutivo istituito dalle FS, che raggiungeva il vicino villaggio di Draga, continuò fino al 1977.